# Konstantin Kuhle

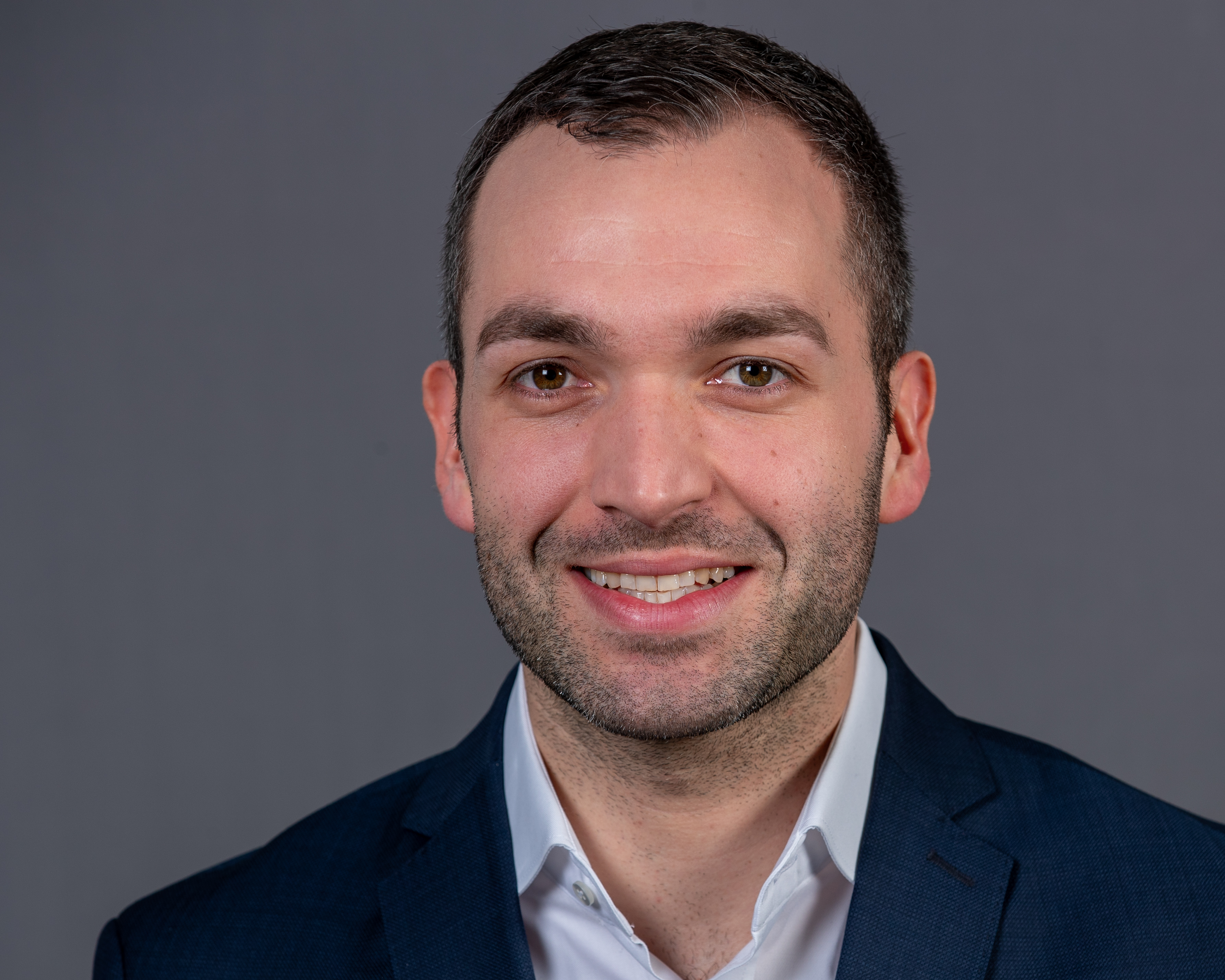
Konstantin Kuhle, 2020

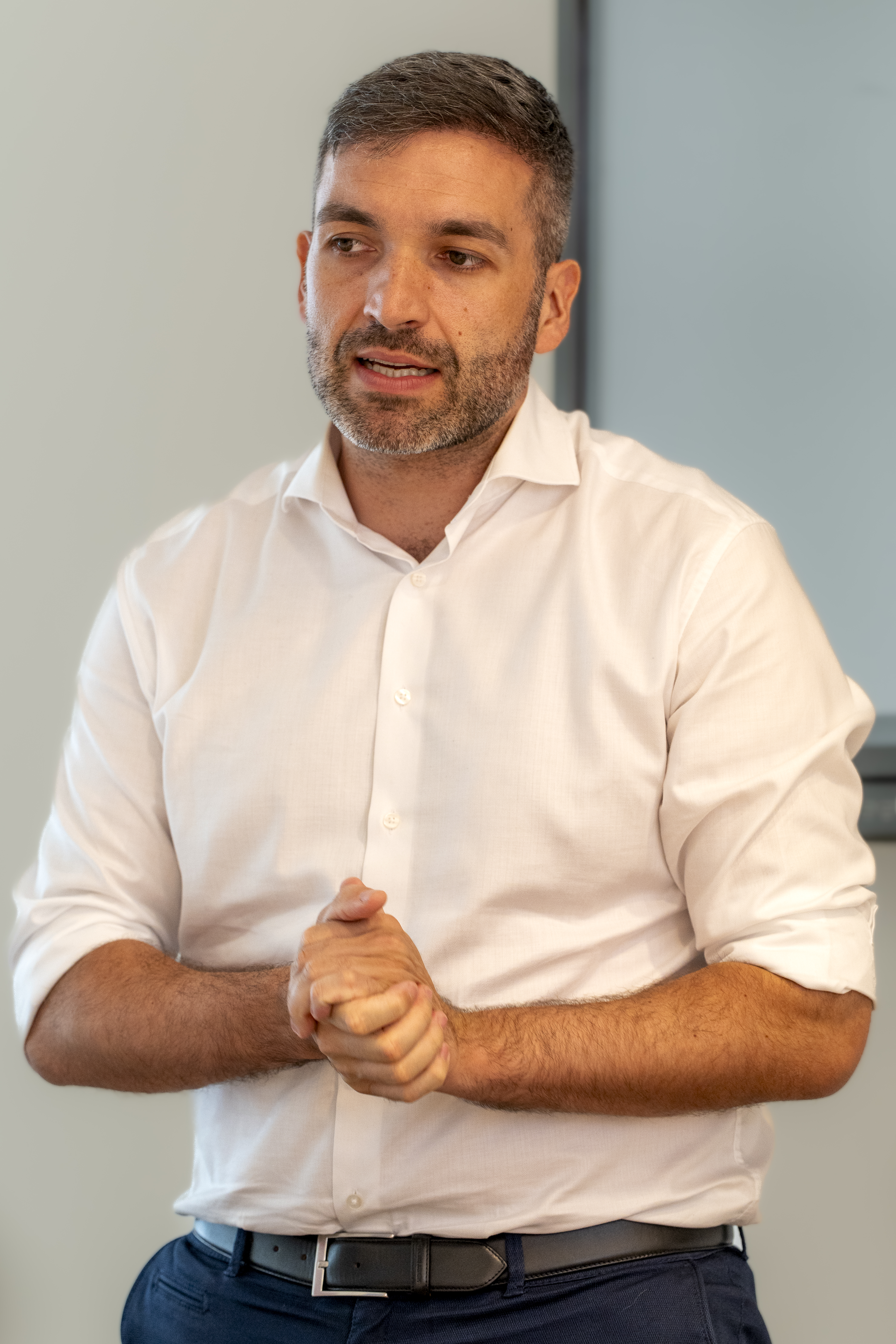
Konstantin Kuhle, 2024

Konstantin Elias Kuhle (* 11. Februar 1989 in Wolfenbüttel) ist ein deutscher Politiker (FDP) und Rechtsanwalt. Der Jurist war von 2014 bis 2018 Bundesvorsitzender der FDP-nahen Jugendorganisation Junge Liberale und ist seit Mai 2015 Beisitzer im FDP-Bundesvorstand. Von 2017 bis 2025 war Kuhle Mitglied des Deutschen Bundestages und dort seit 2021 stellvertretender Vorsitzender der FDP-Fraktion. Er ist seit 2023 Vorsitzender der FDP Niedersachsen.

## Herkunft, Ausbildung und Beruf
Kuhle wuchs in Wolfenbüttel, Lüthorst und Eilensen auf und besuchte die Paul-Gerhardt-Schule Dassel. Er ist der ältere Bruder des Basketballspielers Maximilian Kuhle. Nach einem Auslandsjahr in Ecuador legte er 2008 das Abitur ab und arbeitete anschließend als Zivildienstleistender in einem Projekt für betreutes Wohnen beim Deutschen Roten Kreuz in Einbeck.
Ab 2009 studierte er Rechtswissenschaft an der Bucerius Law School in Hamburg sowie am Institut d’études politiques de Paris und war Stipendiat der Studienstiftung des deutschen Volkes; 2014 legte er das erste Staatsexamen ab. Während seines Rechtsreferendariats am Hanseatischen Oberlandesgericht in Hamburg absolvierte er Stationen am Bundesverfassungsgericht in Karlsruhe sowie im Auswärtigen Amt in Berlin. Im April 2017 legte er das zweite Staatsexamen ab. Er arbeitet als Rechtsanwalt für die Kanzlei Herfurth & Partner in Hannover. Seit 2023 ist er auch als Lehrbeauftragter an der Georg-August-Universität Göttingen tätig.

## Politik

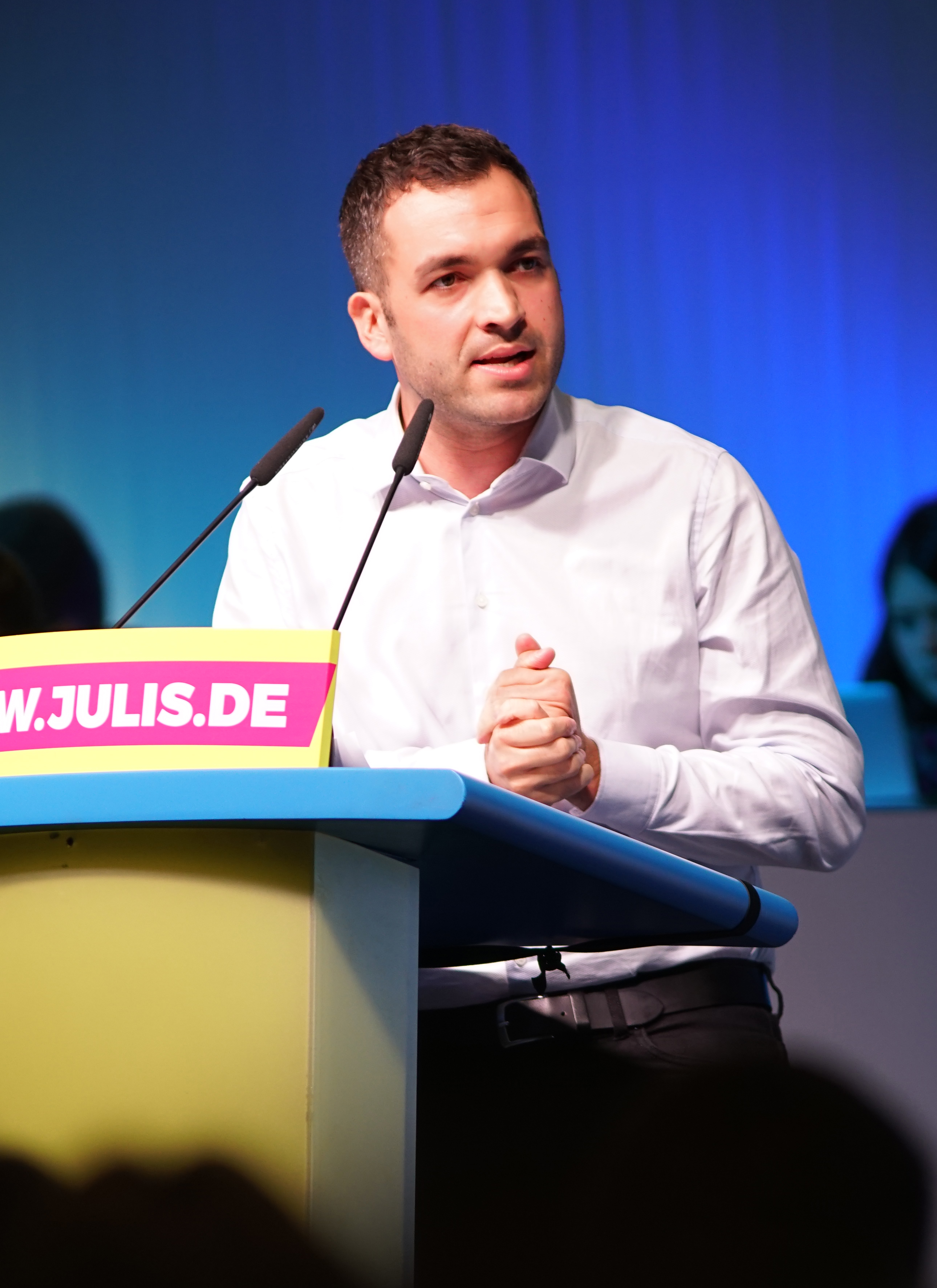
Kuhle beim 53. JuLi-Bundeskongress am 28. Oktober 2016 in Hirschaid

Kuhle ist seit 2002 Mitglied der Jungen Liberalen und gehört seit 2005 der FDP an.

### Junge Liberale
Bei den Jungen Liberalen war er Kreisvorsitzender der Jungen Liberalen Northeim, stellvertretender Landesvorsitzender für Programmatik der Jungen Liberalen Niedersachsen sowie stellvertretender Bundesvorsitzender für Programmatik. 2014 wurde er auf dem 48. Bundeskongress in Kassel mit 86,7 % der abgegebenen Stimmen als Nachfolger von Alexander Hahn zum Bundesvorsitzenden gewählt. 2015 wurde er in Bonn mit 95 %, 2016 in Leipzig mit 83 % und 2017 in Oberhausen mit 92,3 % für ein Jahr im Amt bestätigt. 2018 trat er nicht mehr an.

### FDP
Zur Europawahl in Deutschland 2014 trat Kuhle für die FDP auf Platz 20 der von Alexander Graf Lambsdorff angeführten Liste an. Bereits 2009 hatte er erfolglos für ein Mandat im Europäischen Parlament kandidiert.
2016 wurde Kuhle als Direktkandidat der FDP für die Bundestagswahl 2017 im Wahlkreis 53 (Göttingen) nominiert. Er setzte sich gegen Lutz Knopek durch, der den Wahlkreis bis zum Jahr 2013 im Bundestag vertreten hatte. Im März 2017 wurde Kuhle von der Landesvertreterversammlung der FDP Niedersachsen auf Platz sechs der Landesliste der Partei für die Bundestagswahl 2017 gewählt. Bei der Bundestagswahl 2017 erhielt er 4,57 % der Erststimmen, über die Landesliste gelang der Einzug in den Bundestag.
Im April 2018 wurde Kuhle zum Generalsekretär des FDP-Landesverbandes Niedersachsen gewählt. Seit 2019 ist er Vorsitzender des FDP-Kreisverbandes Göttingen-Osterode. Beim Landesparteitag 2023 trat er als Kandidat für die Wahl zum Vorsitzenden an und konnte sich gegen fünf Gegenkandidaten mit knapp 63 % im ersten Wahlgang durchsetzen. In diesem Amt folgte er Stefan Birkner nach.

## Abgeordneter

### 19. Wahlperiode (2017 bis 2021)
Nach dem Einzug in den Deutschen Bundestag wurde Kuhle Mitglied im Ausschuss für Inneres und Heimat. Dort fungierte er in der 19. Wahlperiode als innenpolitischer Sprecher der FDP-Fraktion.
Außerdem war er Mitglied im Ausschuss für die Angelegenheiten der Europäischen Union sowie der Parlamentarischen Versammlung des Europarates. In der Parlamentarischen Versammlung war er Berichterstatter für das Thema „Transparenz und Regulierung von Spenden an politische Parteien und Wahlkampagnen durch ausländische Spender“.
Kuhle war stellvertretender Vorsitzender der Parlamentariergruppe Anden-Staaten. Im Juli 2018 wurde er zum Mitglied der Gemeinsamen Kommission zur Umsetzung des Hilfskonzepts für die Opfer der Colonia Dignidad gewählt.
Kuhle war in der 19. Wahlperiode Vorsitzender der Jungen Gruppe der FDP-Fraktion, der die 29 unter vierzigjährigen Abgeordneten der 80 Personen starken FDP-Fraktion angehören.
2022 gab das Bundesverfassungsgericht einer von Kuhle in seiner Eigenschaft als Abgeordneter Klage gegen die Bundesregierung auf Auskunft über die Zahl der ins Ausland entsandten Mitarbeiter des Bundesamts für Verfassungsschutz statt. Er hatte die Klage unter anderem auf das Argument gestützt, dass er diese Information benötige, um als Abgeordneter über die die deutschen Nachrichtendienste betreffenden Gesetze und deren Budget entscheiden zu können.

### 20. Wahlperiode (2021 bis 2025)
Bei der Bundestagswahl 2021 zog er erneut über die Landesliste Niedersachsen in den Deutschen Bundestag ein. Während der Koalitionsverhandlungen zur Bildung der Ampel-Koalition leitete er gemeinsam mit Britta Haßelmann und Thomas Kutschaty die Arbeitsgruppe „Moderner Staat und Demokratie“.
In seiner Fraktion wurde Kuhle zum stellvertretenden Vorsitzenden seiner Fraktion und zum Vorsitzenden des fraktionsinternen Arbeitskreises III für die Themen Inneres, Recht, Gesundheit, Nachrichtendienste, Sport und Petitionen gewählt. Im März 2022 wurde er zudem zum Mitglied des Parlamentarischen Kontrollgremiums zur Kontrolle der Nachrichtendienste des Bundes gewählt.
Kuhle fungierte als Obmann seiner Fraktion in der Kommission zur Reform des Wahlrechts und zur Modernisierung der Parlamentsarbeit. Als solcher war er maßgeblich an der im Jahr 2023 beschlossenen Reform des Wahlrechts zum Deutschen Bundestag beteiligt, die zu einer Verkleinerung des Bundestages führen soll.
Wie schon in der 19. Wahlperiode war Kuhle stellvertretender Vorsitzender der Parlamentariergruppe Anden-Staaten. Er gehörte als stellvertretendes Mitglied der deutschen Delegation in der Parlamentarischen Versammlung des Europarates an.
Kuhle war einer der wenigen FDP Abgeordneten, die dem von der Union vorgeschlagenen und der AfD mitgestimmten Zustrombegrenzungsgesetz, nicht zugestimmt haben. Beim AfD Verbotsverfahren trug Kuhle die inhaltliche Kritik an der AfD mit, jedoch nicht das Instrument des Verbotsverfahrens.
Bei der Bundestagswahl 2025 bewarb er sich auf Platz 2 der niedersächsischen FDP-Landesliste erneut um ein Mandat, verpasste aber aufgrund des Scheiterns der FDP an der Fünfprozenthürde den Wiedereinzug in den Bundestag.

## Positionen
In seiner Zeit als Bundesvorsitzender der Jungen Liberalen setzte sich Kuhle für eine Erneuerung der FDP ein. Zugleich sollten die Liberalen ein „neues Verhältnis“ zu den Grünen aufbauen und sich für Ampel-Koalitionen öffnen. 2015 brachte Kuhle beim FDP-Bundesparteitag erfolgreich einen Antrag für die Legalisierung von Cannabis ein, der mit 62 % der Delegiertenstimmen angenommen wurde.
Im Bereich der Innenpolitik setzte sich Kuhle für Bürgerrechte und Datenschutz, insbesondere in der digitalen Welt, ein. Er fordert wirksame Strategien bei der Bekämpfung des politischen Extremismus, Strukturveränderungen bei den Sicherheitsbehörden und eine Reform des Föderalismus im Bereich der Inneren Sicherheit. In einem Gastbeitrag für die FAZ legte Kuhle 2018 dar, dass Horst Seehofer mit seiner pauschalen Islam-Ablehnung ein „Sicherheitsrisiko“ erzeuge.
Im Bereich der Europapolitik ist Kuhle Verfechter eines europäischen Bundesstaates und nimmt auch darüber hinaus überzeugte pro-europäische Positionen ein.
Kuhle wurde dem sozialliberalen Flügel der FDP zugerechnet.

## Sonstiges
Konstantin Kuhle ist Mitglied der Europa-Union Deutschland. Zudem ist er Mitglied bei den Jungen Europäischen Föderalisten. Seit 2021 ist er Vorsitzender der Deutschen Vereinigung für Parlamentsfragen.
2023 übernahm Kuhle eine Gastrolle in der Fernsehserie jerks.
Seit 2025 ist Kuhle verheiratet.